# Ait Yaazem
Ait Yaazem (en àrab آيت يعزم, Āyt Yaʿzam; en amazic ⴰⵢⵜ ⵉⵄⵣⵎ) és una comuna rural de la província d'El Hajeb, a la regió de Fes-Meknès, al Marroc. Segons el cens de 2014 tenia una població total de 16.091 persones.